# Rácsosszárnyú asztrild
A rácsosszárnyú asztrild vagy örvös asztrild (Stizoptera bichenovii) a madarak osztályának verébalakúak (Passeriformes) rendjébe, ezen belül a díszpintyfélék (Estrildidae) családjába tartozó Stizoptera nem egyetlen faja.

## Rendszerezése
A fajt Nicholas Aylward Vigors és Thomas Horsfield írták le 1827-ben, a Fringilla nembe Fringilla Bichenovii néven. Sorolják a Taeniopygia nembe Taeniopygia bichenovii néven is.

## Alfajai
- Stizoptera bichenovii bichenovii – (Vigors & Horsfield, 1827) – farokfedő fehér
- Stizoptera bichenovii annulosa – (Gould, 1840)[2] – farokfedő fekete

## Előfordulása
Ausztrália északi és keleti részén honos. Természetes élőhelyei a szubtrópusi és trópusi lombhullató erdők, szavannák és cserjések, szubarktikus legelők, valamint szántóföldek, vidéki kertek és városi területek. Állandó, nem vonuló faj.

## Megjelenése
Testhossza 11 centiméter, testtömege 9-12 gramm. Arca fekete keretben világos színű, mellén visel egy fekete csíkot. Háta és szárnyai szürkésbarnák, apró fehér pettyekkel.
A fekete faroktöves alfaj Ausztrália északnyugati részén, míg a törzsalak északkeleten illetve keleten fordul elő. Érdekes, hogy a két aljfaj az átmeneti területen keveredik egymással, hasonlóan az ékfarkú amandinához – (Poephila acuticauda).
|  |

## Életmódja
Kisebb csapatban a talajon, a fű között keresgéli magvakból álló táplálékát, alkalmanként rovarokat is fogyaszt.

## Szaporodása
Talajra vagy kisebb bokorra építi palackra emlékeztető fészkét. Fészekalja 4-6 fehér tojásból áll.

## Természetvédelmi helyzete
Az elterjedési területe rendkívül nagy, egyedszáma pedig stabil. A Természetvédelmi Világszövetség Vörös listáján nem fenyegetett fajként szerepel.

## Érdekesség
A Nagyerdei Kultúrpark is tart belőle néhány példányt.